# Bellisime Glacier
Bellisime Glacier är en glaciär i Antarktis. Den ligger i Västantarktis. Inget land gör anspråk på området. Bellisime Glacier ligger 132 meter över havet.
Terrängen runt Bellisime Glacier är kuperad åt nordost, men åt sydväst är den platt. Trakten är obefolkad. Det finns inga samhällen i närheten.